# Vaccinium nhatrangense
Vaccinium nhatrangense är en ljungväxtart som beskrevs av Paul Louis Amans Dop. Vaccinium nhatrangense ingår i Blåbärssläktet, och familjen ljungväxter. Inga underarter finns listade i Catalogue of Life.